# Sansevieria raffillii
Sansevieria raffillii ist eine Pflanzenart aus der Gattung Sansevieria in der Familie der Spargelgewächse (Asparagaceae). Das Artepitheton ehrt Charles P. Raffill (1876–1951).

## Beschreibung
Sansevieria raffillii wächst stammlos als ausdauernde, sukkulente Pflanze mit weißlichen zirka 2 bis 5 Zentimeter starken Rhizomen. Die ein bis zwei Laubblätter stehen aufrecht und sind lanzettlich oder bandförmig. Die einfache Blattspreite ist 68 bis 152 Zentimeter lang und 5,5 bis 12,5 Zentimeter breit. Sie ist von unterhalb der Mitte zu sitzender Basis oder in einem kurzen Stiel verschmälert. Die Spreitenspitze ist kurz und hart und rötlich braun gefärbt. Die Blätter sind auf dunklerem Grund mit gelblich grünen, nahe beieinander stehenden Flecken oder unregelmäßigen Querbändern versehen. Manchmal sind sie auch deutlich bläulich glauk und an der Unterseite blasser und gleichfalls bläulich überhaucht. Im Alter sind sie mit weniger deutlicher Zeichnung versehen. Der Spreitenrand ist hart und rötlich braun. Die Blattoberfläche ist glatt.
Die einfach ährigen Blütenstände sind 90 bis 115 Zentimeter lang. Die Rispen sind dicht mit zwei bis fünf Blüten pro Büschel besetzt. Das Tragblatt ist eiförmig-lanzettlich geformt, etwas zugespitzt und 5 bis 17 Millimeter lang. Der Blütenstiel ist 4 bis 6 Millimeter lang. Die Blütenhüllblätter sind grünlich weiß. Die Blütenröhre ist bis zu 3 Zentimeter lang. Die Zipfel sind 3 Zentimeter lang.

## Verbreitung
Sansevieria raffillii ist in Kenia und in Somalia im Schatten in Dickichten verbreitet.

## Taxonomie
Die Erstbeschreibung von Sansevieria raffillii erfolgte 1915 durch Nicholas Edward Brown.
Ein Synonym für Sansevieria raffillii N.E.Br. ist: Sansevieria raffillii var. glauca N.E.Br. (1915).

## Nachweise